# Masdevallia vilcabambensis
Masdevallia vilcabambensis är en orkidéart som beskrevs av L.Valenz. och E.Suclli. Masdevallia vilcabambensis ingår i släktet Masdevallia och familjen orkidéer. Inga underarter finns listade i Catalogue of Life.